# Micrurus spixii
Espèce
Synonymes
- Elaps ehrhardti Müller, 1926

Micrurus spixii est une espèce de serpents de la famille des Elapidae.

## Répartition
Cette espèce se rencontre au Venezuela, en Colombie, au Pérou, en Bolivie et au Brésil.

## Liste des sous-espèces
Selon The Reptile Database (25 avril 2012) :
- Micrurus spixii spixii Wagler, 1824
- Micrurus spixii martiusi Schmidt, 1953

## Étymologie
Cette espèce est nommée en l'honneur de Johann Baptist von Spix (1781-1826).

## Publications originales
- Wagler, 1824 : Serpentum Brasiliensium species novae, ou histoire naturelle des espèces nouvelles de serpens. in Jean de Spix, Animalia nova sive species novae, p. 1-75 (texte intégral).
- Schmidt, 1953 : The Amazonian coral snake. Fieldiana Zoology, vol. 34, no 14, p. 171-180 (texte intégral).